# Stephen Huss
Stephen Huss, född 10 december 1975, Bendigo, Australien, är en australisk högerhänt tidigare professionell tennisspelare som även har svenskt medborgarskap.

## Tenniskarriären
Stephen Huss blev professionell tennisspelare på ATP-touren 2000.  Hans hittills främsta merit är seger i herrdubbeln i Wimbledonmästerskapen 2005. I par med Wesley Moodie besegrades paret Bob Bryan/Mike Bryan med 7-6, 6-3, 6-7, 6-3. Han har vunnit ytterligare en dubbeltitel på ATP-touren och rankades som bäst på 21:a plats på ATP-rankingen i dubbel i juni 2006.

## Personligt
Huss är son till det svenska paret Åke och Birgit Huss som utvandrade till Australien  i början av 1970-talet. Han är kusin till den svenske tennisspelaren Niklas Kulti.
Huss är bosatt i Florida, USA och gift med Milagros Sequera Huss.

## Grand Slam-titlar
- Wimbledonmästerskapen
  - Dubbel - 2005